# Daniel Bedingfield

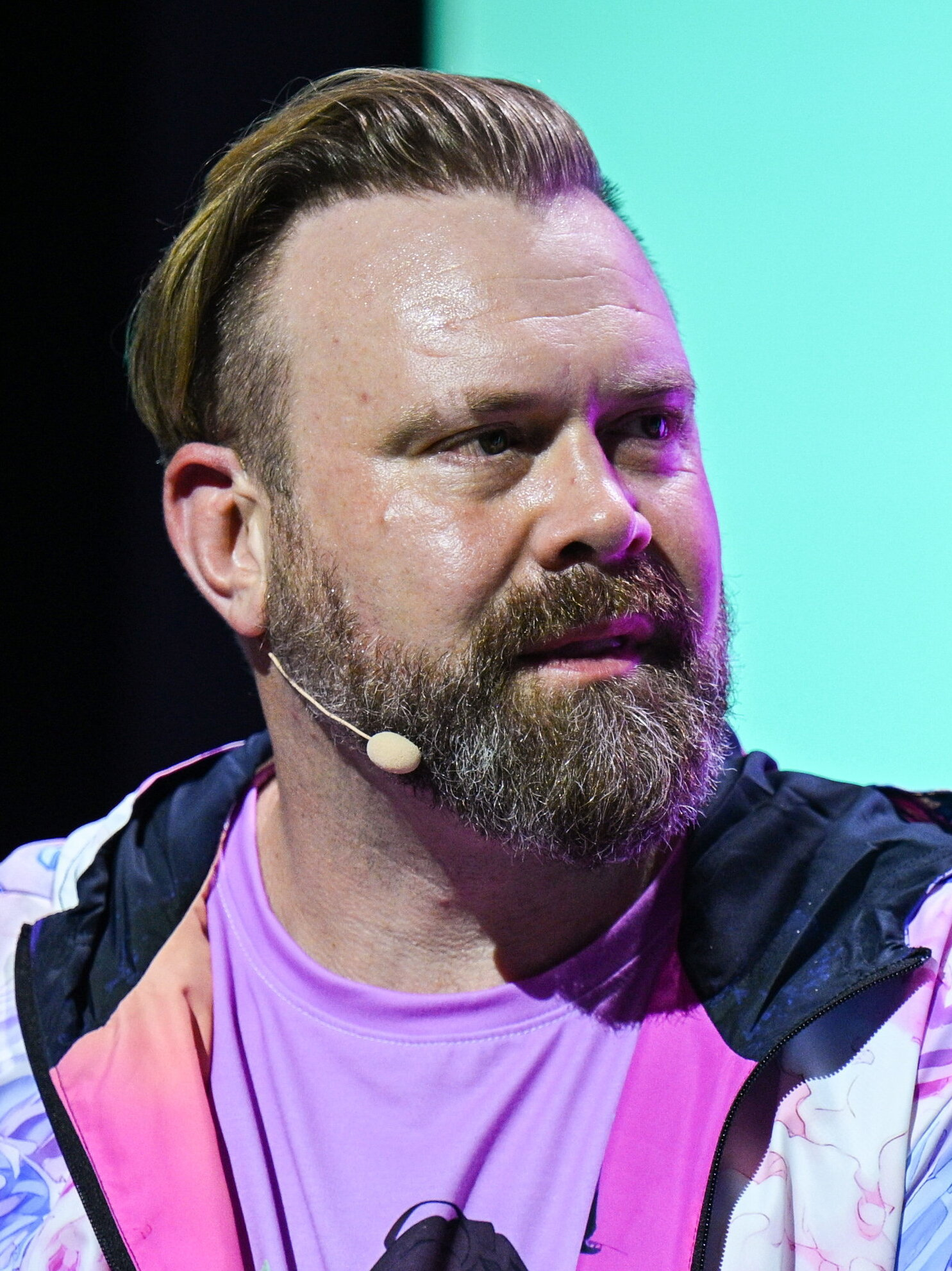
Daniel Bedingfield (2024)

Daniel John Bedingfield (* 3. Dezember 1979 in Auckland, Neuseeland) ist ein Popsänger, der vor allem in Großbritannien erfolgreich ist.

## Biografie
Seine Eltern wanderten schon kurz nach seiner Geburt von Neuseeland nach London aus. Daniel hat insgesamt drei Geschwister, wobei seine jüngere Schwester Natasha Bedingfield im Jahr 2004 ebenfalls eine musikalische Karriere startete. Gemeinsam mit ihr und seiner Schwester Nikola trat er schon in seiner Jugend unter dem Bandnamen The DNA Algorithm in Gottesdiensten auf.
Seine musikalische Karriere begann Ende des Jahres 2001, als seine erste Single Gotta Get Thru This, die er in seinem Schlafzimmer aufgenommen und auf einem kleinen Independent-Label veröffentlicht hatte, Platz eins der britischen Charts erreichte. Daniel Bedingfield unterschrieb daraufhin einen Vertrag bei Polydor und veröffentlichte im Jahr 2002 sein Debütalbum, das ebenfalls den Namen Gotta Get Thru This trug. Insgesamt wurden noch fünf weitere Songs dieses Albums als Single veröffentlicht, wovon zwei wieder Platz eins in Großbritannien erreichten, If You’re Not the One im Jahr 2002 und Never Gonna Leave Your Side 2003. In den USA erreichte Daniel Bedingfield als höchste Chartplatzierung Platz zehn mit seiner ersten Single, in Deutschland kam er nicht in die höheren Chartränge.
Am 2. Januar 2004 erlitt er bei einem Autounfall in Neuseeland schwere Verletzungen.
Im November 2004 folgte sein zweites Album Second First Impression, aus dem bis jetzt drei Singles veröffentlicht wurden. Trotz guter Chartplatzierungen in Großbritannien konnte er den großen Erfolg seines ersten Albums nicht wiederholen.
Bedingfield unterstützt Stop The Traffik, eine Koalition gegen heutige Sklaverei.

## Auszeichnungen
2004 gewann Daniel Bedingfield einen Brit Award als „British male solo artist“.
Außerdem steht er gemeinsam mit seiner Schwester Natasha Bedingfield im Guinness-Buch der Rekorde als erstes Geschwisterpaar, die beide als Solo-Künstler Platz 1 der Charts in Großbritannien erreichten.

## Diskografie

### Studioalben
| Jahr | Titel                   | Höchstplatzierung, Gesamtwochen, AuszeichnungChartplatzierungen (Jahr, Titel, Platzierungen, Wochen, Auszeichnungen, Anmerkungen) | Höchstplatzierung, Gesamtwochen, AuszeichnungChartplatzierungen (Jahr, Titel, Platzierungen, Wochen, Auszeichnungen, Anmerkungen) | Höchstplatzierung, Gesamtwochen, AuszeichnungChartplatzierungen (Jahr, Titel, Platzierungen, Wochen, Auszeichnungen, Anmerkungen) | Anmerkungen                            |
| Jahr | Titel                   | CH | UK | US | Anmerkungen                            |
| ---- | ----------------------- | --- | --- | --- | -------------------------------------- |
| 2002 | Gotta Get Thru This     | — | UK2 ×5Fünffachplatin · (81 Wo.)UK                                                                                                 | US41 Gold · (35 Wo.)US | Erstveröffentlichung: 27. August 2002  |
| 2004 | Second First Impression | CH88 (2 Wo.)CH | UK8 Gold · (19 Wo.)UK | — | Erstveröffentlichung: 8. November 2004 |

### EPs
- 2012: Stop the Traffik – Secret Fear
- 2012: Rocks Off Remixes

### Singles
| Jahr | Titel Album                                      | Höchstplatzierung, Gesamtwochen, AuszeichnungChartplatzierungen (Jahr, Titel, Album, Platzierungen, Wochen, Auszeichnungen, Anmerkungen) | Höchstplatzierung, Gesamtwochen, AuszeichnungChartplatzierungen (Jahr, Titel, Album, Platzierungen, Wochen, Auszeichnungen, Anmerkungen) | Höchstplatzierung, Gesamtwochen, AuszeichnungChartplatzierungen (Jahr, Titel, Album, Platzierungen, Wochen, Auszeichnungen, Anmerkungen) | Höchstplatzierung, Gesamtwochen, AuszeichnungChartplatzierungen (Jahr, Titel, Album, Platzierungen, Wochen, Auszeichnungen, Anmerkungen) | Höchstplatzierung, Gesamtwochen, AuszeichnungChartplatzierungen (Jahr, Titel, Album, Platzierungen, Wochen, Auszeichnungen, Anmerkungen) | Anmerkungen                             |
| Jahr | Titel Album                                      | DE | AT | CH | UK | US | Anmerkungen                             |
| ---- | ------------------------------------------------ | --- | --- | --- | --- | --- | --------------------------------------- |
| 2001 | Gotta Get Thru This                              | DE72 (3 Wo.)DE | — | CH92 (1 Wo.)CH | UK1 ×2Doppelplatin · (19 Wo.)UK | US10 (21 Wo.)US | Erstveröffentlichung: 26. November 2001 |
| 2002 | James Dean (I Wanna Know) Gotta Get Thru This    | — | — | — | UK4 (8 Wo.)UK | — | Erstveröffentlichung: 27. August 2002   |
| 2002 | If You’re Not the One Gotta Get Thru This        | DE38 (9 Wo.)DE | AT49 (9 Wo.)AT | CH69 (6 Wo.)CH | UK1 Platin · (28 Wo.)UK | US15 (20 Wo.)US | Erstveröffentlichung: 25. November 2002 |
| 2003 | I Can’t Read You Gotta Get Thru This             | — | — | — | UK6 (12 Wo.)UK | — | Erstveröffentlichung: 21. April 2003    |
| 2003 | Never Gonna Leave Your Side Gotta Get Thru This  | — | — | — | UK1 (11 Wo.)UK | — | Erstveröffentlichung: 21. Juli 2003     |
| 2003 | Friday Gotta Get Thru This                       | — | — | — | UK28 (2 Wo.)UK | — | Erstveröffentlichung: 20. Oktober 2003  |
| 2004 | Nothing Hurts Like Love Second First Impression  | — | — | — | UK3 (7 Wo.)UK | — | Erstveröffentlichung: 25. Oktober 2004  |
| 2005 | Wrap My Words Around You Second First Impression | — | — | CH30 (13 Wo.)CH | UK12 (8 Wo.)UK | — | Erstveröffentlichung: 7. Februar 2005   |
| 2005 | The Way Second First Impression                  | — | — | — | UK41 (3 Wo.)UK | — | Erstveröffentlichung: 23. Mai 2005      |

Weitere Singles
- 2012: Rocks Off
- 2013: Don't Write Me Off
- 2020: Spotlight

## Auszeichnungen für Musikverkäufe
| Goldene Schallplatte - Australien - 2002: für die Single Gotta Get Thru This - 2003: für die Single If You’re Not the One - Dänemark - 2003: für die Single If You’re Not the One - 2022: für die Single If You’re Not the One - Neuseeland - 2003: für das Album Gotta Get Thru This | Platin-Schallplatte - Europa - 2003: für das Album Gotta Get Thru This - Norwegen - 2003: für die Single If You’re Not the One |

Anmerkung: Auszeichnungen in Ländern aus den Charttabellen bzw. Chartboxen sind in ebendiesen zu finden.
| Land/RegionAuszeichnungen für Musikverkäufe (Land/Region, Auszeichnungen, Verkäufe, Quellen) | Gold     | Platin       | Verkäufe    | Quellen                   |
| -------------------------------------------------------------------------------------------- | -------- | ------------ | ----------- | ------------------------- |
| Australien (ARIA)                                                                            | 2× Gold2 | —            | 70.000      | aria.com.au               |
| Dänemark (IFPI)                                                                              | 2× Gold2 | —            | 50.000      | ifpi.dk                   |
| Europa (IFPI)                                                                                | —        | Platin1      | (1.000.000) | ifpi.org                  |
| Neuseeland (RMNZ)                                                                            | Gold1    | —            | 7.500       | aotearoamusiccharts.co.nz |
| Norwegen (IFPI)                                                                              | —        | Platin1      | 10.000      | ifpi.no                   |
| Vereinigte Staaten (RIAA)                                                                    | Gold1    | —            | 500.000     | riaa.com                  |
| Vereinigtes Königreich (BPI)                                                                 | Gold1    | 8× Platin8   | 3.400.000   | bpi.co.uk                 |
| Insgesamt                                                                                    | 7× Gold7 | 10× Platin10 |             |                           |